# Jason Clarke
Jason Clarke (Winton (Queensland), 17 juli 1969) is een Australisch acteur.
Clarke is geboren en getogen in Winton in de Australische staat Queensland. Zijn vader was schapenscheerder. In de jaren negentig begon hij zijn acteercarrière in televisieseries met kleine rollen. Jason speelde een belangrijke rol in onder meer de films White House Down, Dawn of the Planet of the Apes en Zero Dark Thirty. Met de laatste film werd hij in 2012 genomineerd voor de 'Chicago Film Critics Association Awards' voor beste mannelijke bijrol.

## Filmografie
- 1997: Dilemma - Guy
- 1998: Twilight - Jonge agent
- 1998: Praise - Frank
- 1999: Kick - Nicholas Ratcliff
- 2000: Our Lips Are Sealed - Mac
- 2000: Risk - Chris
- 2000: Better Than Sex - Guy C
- 2002: Rabbit-Proof Fence - Constable Riggs
- 2003: You Can't Stop the Murders - Slade
- 2004: Get Rich Quick - Fenris
- 2008: Under Still Waters - Andrew
- 2008: Death Race - Ulrich
- 2008: The Human Contract - Julian Wright
- 2009: Public Enemies - 'Red' Hamilton
- 2010: Wall Street: Money Never Sleeps - New York Fed Chief
- 2010: Trust - Doug Tate
- 2011: Yelling to the Sky - Gordon O'Hara
- 2011: Swerve - Frank
- 2011: Texas Killing Fields - Rule
- 2012: Lawless - Howard Bondurant
- 2012: Zero Dark Thirty - Dan
- 2013: The Great Gatsby - George Wilson
- 2013: White House Down - Stenz
- 2014: The Better Angels - Tom Lincoln
- 2014: Dawn of the Planet of the Apes - Malcolm
- 2015: Knight of Cups
- 2015: Child 44 - Anatoly Brodsky
- 2015: Terminator Genisys - John Connor
- 2015: Everest - Rob Hall
- 2017: Mudbound - Henry McAllan
- 2017: Chappaquiddick - Ted Kennedy
- 2017: The Man with the Iron Heart - Reinhardt Heydrich
- 2018: Winchester - Dr. Eric Price
- 2018: First Man - Edward White
- 2019: Pet Sematary - Louis Creed
- 2020: The Devil All the Time -  Carl Henderson
- 2023: Oppenheimer - Roger Robb
- 2023 The Caine Mutiny Court-Martial

- Bibsys: 13049048
- Biblioteca Nacional de España: XX5024541
- Bibliothèque nationale de France: cb16212708q (data)
- Gemeinsame Normdatei: 1036386260
- International Standard Name Identifier: 0000 0000 5367 8836
- Library of Congress Control Number: no2003083798
- Nationale Bibliotheek van Letland: 000344027
- Nationale Bibliotheek van Tsjechië: xx0202105
- Nationale Bibliotheek van Israël: 987007462149205171
- Nederlandse Thesaurus van Auteursnamen: 362961816
- Système universitaire de documentation: 170010325
- Virtual International Authority File: 19373339
- WorldCat: E39PBJxmFKHwrGpTHcqdWBwgrq